# 下黄土站
下黃土站（韓語：하황토역）是朝鮮民主主義人民共和國两江道白岩郡的一個鐵路車站，属于白茂线。

## 邻近车站
白茂线
天水站 - 下黃土站 - 榆坪洞站